# Henry FitzRoy (1er duc de Richmond et Somerset)
Pour les articles homonymes, voir Henry FitzRoy.
Henry FitzRoy (15 juin 1519 – 23 juillet 1536), 1er comte de Nottingham et 1er duc de Richmond et Somerset, est le fils du roi Henri VIII d'Angleterre et de sa maîtresse, Elizabeth Blount. Il est le seul fils illégitime reconnu par le roi, d'où son nom de FitzRoy, signifiant fils du roi en normand.

## Biographie

### Jeunesse
Henry FitzRoy naquit au Prieuré de Saint-Laurent à Blackmore, dans le comté d'Essex. Son parrain était Thomas Wolsey, le principal ministre du roi. La liaison de sa mère avec le roi ne semble pas avoir continué après sa naissance, mais elle se maria peu de temps après, et elle et son mari reçurent les faveurs du roi. Les historiens disposent de peu de détails sur les premières années d'Henry. Il porta le titre Lord Henry FitzRoy jusqu'au 18 juin 1525, date à laquelle son père le fit comte de Nottingham, duc de Richmond et de Somerset. La même année, il  reçut plusieurs autres titres, dont celui de Grand Amiral d'Angleterre, Lord Président du Conseil du Nord, et Gardien des Marches d'Écosse, ce qui plaça le gouvernement du nord de l'Angleterre entre ses mains.
Son père l'aimait beaucoup et portait un grand intérêt à son éducation. À une certaine époque, il fut question de faire de lui l'héritier légitime du roi, puisque Henri VIII n'avait pas encore de fils légitime.
FitzRoy fut nommé Lord-Lieutenant d'Irlande et le roi avait comme projet de transférer cette couronne à son fils. Les conseillers du roi, inquiets des problèmes posés par le voisin écossais, craignaient que la création d'un royaume d'Irlande indépendant n'en vienne à représenter un jour une menace pour le royaume anglais. Après la mort de FitzRoy, la loi sur la couronne d'Irlande de 1542 établit une union de personne entre les couronnes d'Irlande et d'Angleterre, ce qui veut dire que quiconque est roi d'Angleterre est roi d'Irlande. Le roi Henri VIII d'Angleterre fut proclamé roi d'Irlande.

### Famille

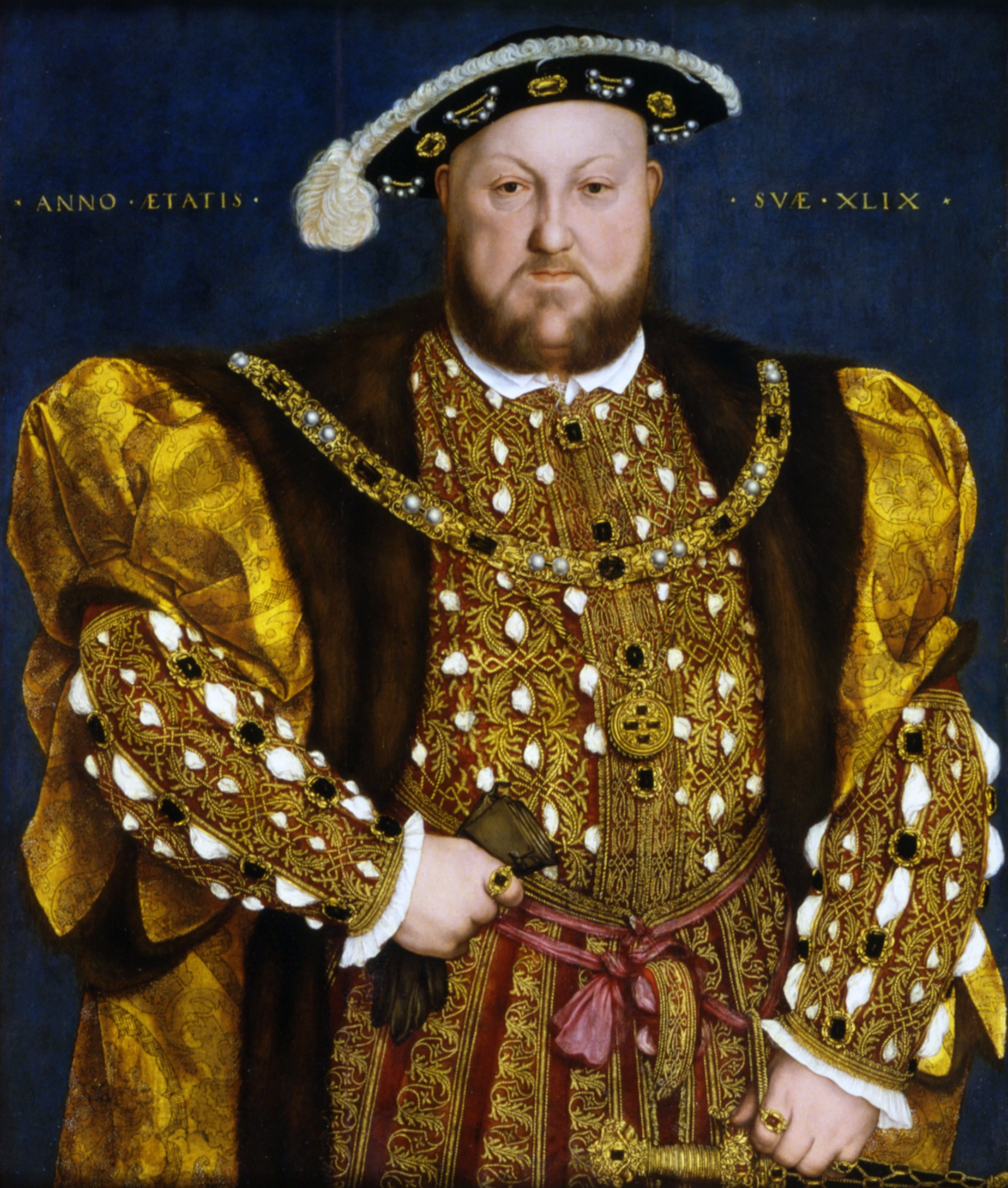
Henri VIII d'Angleterre.

| Henry FitzRoy | Père : Henri VIII d'Angleterre | Grand-père paternel : Henri VII d'Angleterre | Père du grand-père paternel : Edmond Tudor                   |
| Henry FitzRoy | Père : Henri VIII d'Angleterre | Grand-père paternel : Henri VII d'Angleterre | Mère du grand-père paternel : Margaret Beaufort              |
| Henry FitzRoy | Père : Henri VIII d'Angleterre | Grand-mère paternelle : Élisabeth d'York     | Père de la grand-mère paternelle : Édouard IV d'Angleterre   |
| Henry FitzRoy | Père : Henri VIII d'Angleterre | Grand-mère paternelle : Élisabeth d'York     | Mère de la grand-mère paternelle : Élisabeth Woodville       |
| Henry FitzRoy | Mère : Elizabeth Blount        | Grand-père maternel : Sir John Blount        | Père du grand-père maternel : Sir Thomas Blount              |
| Henry FitzRoy | Mère : Elizabeth Blount        | Grand-père maternel : Sir John Blount        | Mère du grand-père maternel : Anne Croft                     |
| Henry FitzRoy | Mère : Elizabeth Blount        | Grand-mère maternelle : Catherine Pershall   | Père de la grand-mère maternelle : Hugh Peshall de Knightley |
| Henry FitzRoy | Mère : Elizabeth Blount        | Grand-mère maternelle : Catherine Pershall   | Mère de la grand-mère maternelle : Isabel Stanley of Elford  |

### Mariage
Le duc épousa Lady Mary Howard, fille unique de Thomas Howard, 3e duc de Norfolk, le 28 novembre 1533. Il entretenait d'excellentes relations avec son beau-frère, le poète Lord Surrey. Bien que la tradition veuille qu'Anne Boleyn fût hostile à cette relation, il semble maintenant  que c'est elle qui ait organisé la rencontre de sa jeune cousine Mary avec le fils illégitime du roi. Par conséquent, la famille Howard était encore plus proche des faveurs royales.

### Décès
La carrière du duc prit brutalement fin en 1536. Selon le chroniqueur Charles Wriothesley, Richmond est tombé malade peu de temps avant sa mort. Il fut atteint de la suette anglaise (latin : sudor anglicus), généralement identifiée comme étant une sorte de tuberculose, mais pouvant être aussi une maladie infectieuse des poumons, qui fit nombre de victimes par épidémies aux XVe et XVIe siècles. Le 23 juillet 1536, il décède à l'âge de 17 ans au Palais St. James. 
Avant sa mort, le vote d'une loi déshéritant la fille d'Henri, Élisabeth, permit au roi de désigner son successeur, qu'il soit légitime ou non.  Il n'existe aucune preuve que Henri voulait que Richmond lui succède, mais en théorie, la loi lui aurait permis de le faire s'il le souhaitait. Le duc est enterré dans une église du Suffolk.
Son père lui a survécu un peu plus d'une décennie, et a été remplacé par son fils légitime, le prince Édouard (qui est devenu Édouard VI), né peu de temps après la mort de Richmond. La plupart des historiens affirment que Édouard VI, comme Henry Fitzroy, est décédé de la tuberculose.

## Dans la fiction
En 2007, Henry Fitzroy apparait dans la série télévisée Les Tudors. Cependant, au lieu de vivre jusqu'à l'âge de dix-sept ans comme dans la réalité, le personnage meurt à l'âge de trois ans de la suette.
En 2007, puis en 2008, il figure l'un des personnages principaux de la série fantastique Blood Ties. Au lieu de mourir de la suette, il est transformé en vampire et « vit » jusqu'à nos jours sous son vrai nom et exerce la profession d'auteur de roman graphique.
En 2020, le personnage apparaît dans la deuxième saison de la série The Spanish Princess.